# Further Down the Spiral
Further Down the Spiral (anche conosciuto come Halo 10) è un album di remix dei Nine Inch Nails che raccoglie dei remix dei brani contenuti nell'album The Downward Spiral.
Con le sue oltre 500 000 copie vendute solo in terra americana, è stato premiato con il disco d'oro il 26 giugno 1996. Tra i remixer ci sono i nomi di Aphex Twin, James George Thirlwell, Dave Navarro, e dei Coil.

## Tracce
1. Piggy (Nothing Can Stop Me Now) (remix by Rick Rubin) – 4:02
2. The Art of Self Destruction, Part One (remix by Nine Inch Nails, Sean Beavan, Brian Pollack) – 5:41
3. Self Destruction, Part Two (remix by James George Thirlwell) – 5:37
4. The Downward Spiral (the bottom) (remix by John Balance, Peter Christopherson, Drew McDowall, Danny Hyde) – 7:28
5. Hurt (Quiet) (remix by Trent Reznor) – 5:08
6. Eraser (Denial; Realization) (remix by Balance, Christopherson, McDowall, Hyde) – 6:33
7. At the Heart of It All (by Aphex Twin) – 7:14
8. Eraser (Polite) (remix by Balance, Christopherson, McDowall, Hyde) – 1:15
9. Self Destruction, Final (remix by James George Thirlwell) – 9:52
10. The Beauty of Being Numb (section a: remix by Nine Inch Nails, Beavan, Pollack; section b: by Aphex Twin) – 5:06
11. Erased, Over, Out (remix by Balance, Christopherson, McDowall, Hyde) – 6:00